# Alpinia nigra
Espèce
Classification phylogénétique
Alpinia nigra est une espèce de plantes du genre Alpinia et de la famille des Zingiberaceae. 
Cette espèce est d'origine asiatique : Chine, Bhoutan, Inde, Sri Lanka et Thaïlande. Elle est parfois cultivée ailleurs.
Sa pseudo-tige peut atteindre 2 à 3 mètres. Ses feuilles sont sessiles et peuvent mesurer jusqu'à 40 cm de long pour une largeur de 8 cm.
Elle croît généralement en milieu forestier, vers 1 000 m d'altitude.
Son rhizome est recherché en médecine traditionnelle chinoise.

## Synonymes
Selon World Checklist of Selected Plant Families (WCSP) (26 sept 2011) :
- Alpinia allughas (Retz.) Roscoe, Trans. Linn. Soc. London 8: 346 (1807).
- Amomum bifidum Stokes, Bot. Comm.: 163 (1830).
- Amomum nigrum (Gaertn.) Raeusch., Nomencl. Bot., ed. 3: 1 (1797).
- Amomum taraca Horan., Prodr. Monogr. Scitam.: 30 (1862).
- Hellenia allughas (Retz.) Willd., Sp. Pl. 1: 4 (1797).
- Heritiera allughas Retz., Observ. Bot. 6: 17 (1791).
- Languas allughas (Retz.) Burkill, Bull. Misc. Inform. Kew 1935: 317 (1935).
- Zingiber nigrum Gaertn., Fruct. Sem. Pl. 1: 35 (1788).